# Леоновское кладбище (Балашиха)
Леоновское кладбище — старинное кладбище при бывшем селе Леоново, в черте города Балашиха (Московская область). В настоящее время является закрытым для захоронений.

## Описание
Расположено на склоне высокого левого берега реки Пехорка, у пересечения её автомобильной трассой М7 (в черте Балашихи — шоссе Энтузиастов), с уклоном на юг в сторону шоссе. 
Территория кладбища ограничена со всех четырёх сторон. С юга — шоссе Энтузиастов; с севера — проспектом Ленина; с запада — рынком «СОПТА»; с востока — новым жилым комплексом "Акварели". Главный вход — с проспекта Ленина. Ближайшая маршрутная остановка на проспекте — «Ул. Терешковой». Неподалёку, в жилом комплексе (просп. Ленина, д. 53), находится Балашихинский историко-краеведческий музей.
Южнее кладбища, на шоссе Энтузиастов, находится остановка общественного транспорта «РГАЗУ». Расположенный  ранее рядом подземный пешеходный переход ликвидирован в связи с реконструкцией автомагистрали.  На противоположной стороне автомагистрали начинается уходящее на юг Леоновское шоссе.

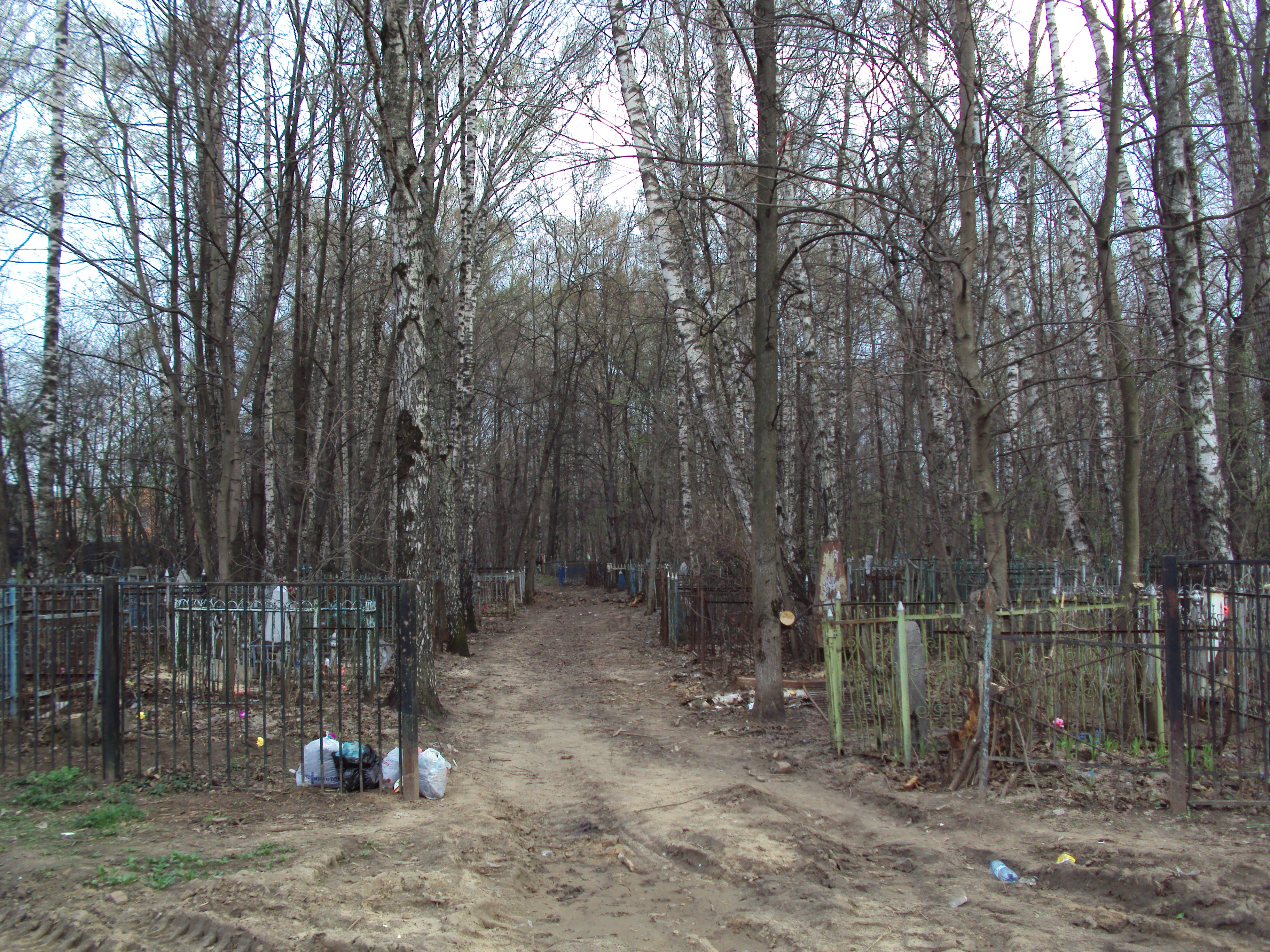
Вход на кладбище со стороны проспекта Ленина

## История
Старинное село Леоново, расположенное на оживлённом Владимирском тракте, имело свой древний некрополь. С середины XIX века село с кладбищем стало относиться к приходу Спасской церкви в усадьбе Пехра-Яковлевское, расположенной прямо напротив, за трактом.
От старого периода на кладбище сохранились единичные надгробия. Большинство нынешних захоронений относится к XX веку. Развернувшееся с начала 1930-х годов строительство крупных заводов к востоку от Москвы привлекло в эти места новое население. В 1939 году целый ряд населённых пунктов вошёл в черту вновь образованного города Балашиха, который с 1941 года стал центром Балашихинского района. В период Великой Отечественной войны 1941—1945 в окрестностях действовали военные госпитали (в усадьбе Горенки и др.), умерших раненых также хоронили и на Леоновском кладбище. На нём находится большое количество могил военнослужащих соседних гарнизонов уже послевоенного периода.
С постройкой в начале 1960-х годов новых жилых кварталов по улицам Терешковой и Быковского (к западу от территории научно-исследовательского института «Криогенмаш») Леоновское кладбище было закрыто для новых захоронений. Последние сохранившиеся погребения датируются 1960-1962 годами.
С начала 2000-х годов в Балашихинской администрации обсуждался проект сноса Леоновского кладбища для строительства на его месте нового городского административно-коммерческого центра. В настоящее время территория кладбища практически заброшена, зарастает деревьями и кустарником, упавшие древесные стволы и сучья не убираются. Поскольку территория прилегает к продовольственному рынку, она активно используется для распития спиртных напитков.
В мае 2016 года около 800 захоронений, располагавшихся в южной части кладбища, были перезахоронены на Дятловском кладбище. Это было сделано в рамках расширения трассы М7 "Волга" .

## Подведомственность
Территория Леоновского кладбища относится к судебному участку № 4 Мировых судей Балашихинского судебного района Московской области.